# Materdomini Volley
La Materdomini Volley è una società pallavolistica maschile italiana con sede a Castellana Grotte: milita nel campionato di Serie B.

## Storia
La Materdomini Volley nasce nel 1967 come polisportiva, attiva nel calcio, nell'atletica leggera, nel tennis, nel tennistavolo e nella pallavolo. Nel corso degli anni, il ramo pallavolistico diventa la sezione di punta della polisportiva, raggiungendo l'apice della sua storia nel 1994, quando ottiene la prima promozione in Serie A2 e la vittoria del primo trofeo della propria storia, la Coppa Italia di serie B. Nella prima stagione nel campionato cadetto, sotto la guida del tecnico Giuseppe Lorizio, chiude la stagione all'ottavo posto, mentre in quella chiude successiva al nono; nella stagione 1996-97 le cose vanno meno bene e la Materdomini si classifica al quindicesimo e penultimo posto, retrocedendo in Serie B1.
Dal 2001 la polisportiva cessa di esistere e l'unica sezione a continuare le proprie attività è quella pallavolistica. Nella seconda metà degli anni duemila la Materdomini sale nuovamente alla ribalta, ottenendo nuovamente la promozione in Serie A2 nel 2005. Dopo una stagione chiusa all'ottavo posto, nel 2006-07 si classifica sesta, prendendo parte ai play-off promozione, dove elimina la Pallavolo Reima Crema ai quarti di finale, ma viene eliminata in semifinale dal Volley Corigliano. Dopo una stagione non esaltante, chiusa lontano dalle posizioni valide per i play-off, e dopo aver sfiorato nuovamente i play-off nel 2008-09 sotto la guida del tecnico brasiliano Radamés Lattari; la società cede i diritti alla neonata New Mater Volley.
Ritorna nel campionato cadetto nella stagione 2013-14, dopo aver vinto il proprio girone nella Serie B1: al termine del campionato 2016-17, retrocede nella terza divisione nazionale, dopo essere stata sconfitta ai play-out. Viene in seguito ripescata in Serie A2 per il campionato 2017-18. Al termine della stagione 2019-2020 cede il proprio titolo sportivo alla Prisma Taranto ripartendo dalla Serie B.

## Rosa 2018-2019
| N° | Nome                 | Ruolo | Data di nascita  | Nazionalità sportiva |
| -- | -------------------- | ----- | ---------------- | -------------------- |
| 1  | Alessio Fiore        | S     | 25 dicembre 1982 | Italia               |
| 2  | Francesco Campana    | P     | 18 dicembre 2000 | Italia               |
| 3  | Giuseppe Longo       | P     | 28 luglio 1998   | Italia               |
| 4  | Giovanni Gargiulo    | C     | 1º gennaio 1999  | Italia               |
| 5  | Bruno Floris         | S/O   | 31 gennaio 2001  | Italia               |
| 6  | Andrea Di Carlo      | L     | 12 febbraio 1999 | Italia               |
| 8  | Stefano Patriarca    | C/O   | 23 luglio 1987   | Italia               |
| 9  | Enrico Pilotto       | C     | 10 giugno 1998   | Italia               |
| 10 | Piervito Disabato    | S     | 11 febbraio 2001 | Italia               |
| 11 | Alessandro Primavera | S     | 1º giugno 1995   | Italia               |
| 12 | Roberto Cazzaniga    | S/O   | 28 ottobre 1979  | Italia               |
| 16 | Leonardo Battista    | L     | 25 marzo 1995    | Italia               |
| 17 | Riccardo Mazzon      | S     | 31 gennaio 1996  | Italia               |